# Norense Odiase
Norense Odiase (Fort Worth, 14 settembre 1995) è un cestista statunitense.

## Statistiche

### College
| Anno      | Squadra         | PG  | PT  | MP   | TC%  | 3P%  | TL%  | RP  | AP  | PRP | SP  | PP  |
| --------- | --------------- | --- | --- | ---- | ---- | ---- | ---- | --- | --- | --- | --- | --- |
| 2014-2015 | TTU Red Raiders | 31  | 30  | 21,7 | 50,6 | 100  | 48,2 | 4,7 | 0,8 | 0,3 | 0,6 | 7,0 |
| 2015-2016 | TTU Red Raiders | 20  | 17  | 19,0 | 51,4 | 0,0  | 62,5 | 4,2 | 1,0 | 0,3 | 0,7 | 8,5 |
| 2016-2017 | TTU Red Raiders | 3   | 0   | 6,3  | 50,0 | -    | -    | 1,0 | 0,7 | 0,3 | 0,0 | 2,7 |
| 2017-2018 | TTU Red Raiders | 37  | 29  | 14,8 | 52,0 | -    | 60,6 | 4,5 | 0,7 | 0,5 | 0,4 | 3,8 |
| 2018-2019 | TTU Red Raiders | 37  | 37  | 17,4 | 58,9 | -    | 63,6 | 5,4 | 0,3 | 0,4 | 0,9 | 4,2 |
| Carriera  | Carriera        | 128 | 113 | 17,7 | 52,7 | 50,0 | 56,7 | 4,6 | 0,6 | 0,4 | 0,7 | 5,4 |